# Jüdische Gemeinde Ehrstädt
Die Jüdische Gemeinde in Ehrstädt, einem Stadtteil von Sinsheim im baden-württembergischen Rhein-Neckar-Kreis, entstand im 16./17. Jahrhundert und existierte bis 1912.

## Geschichte

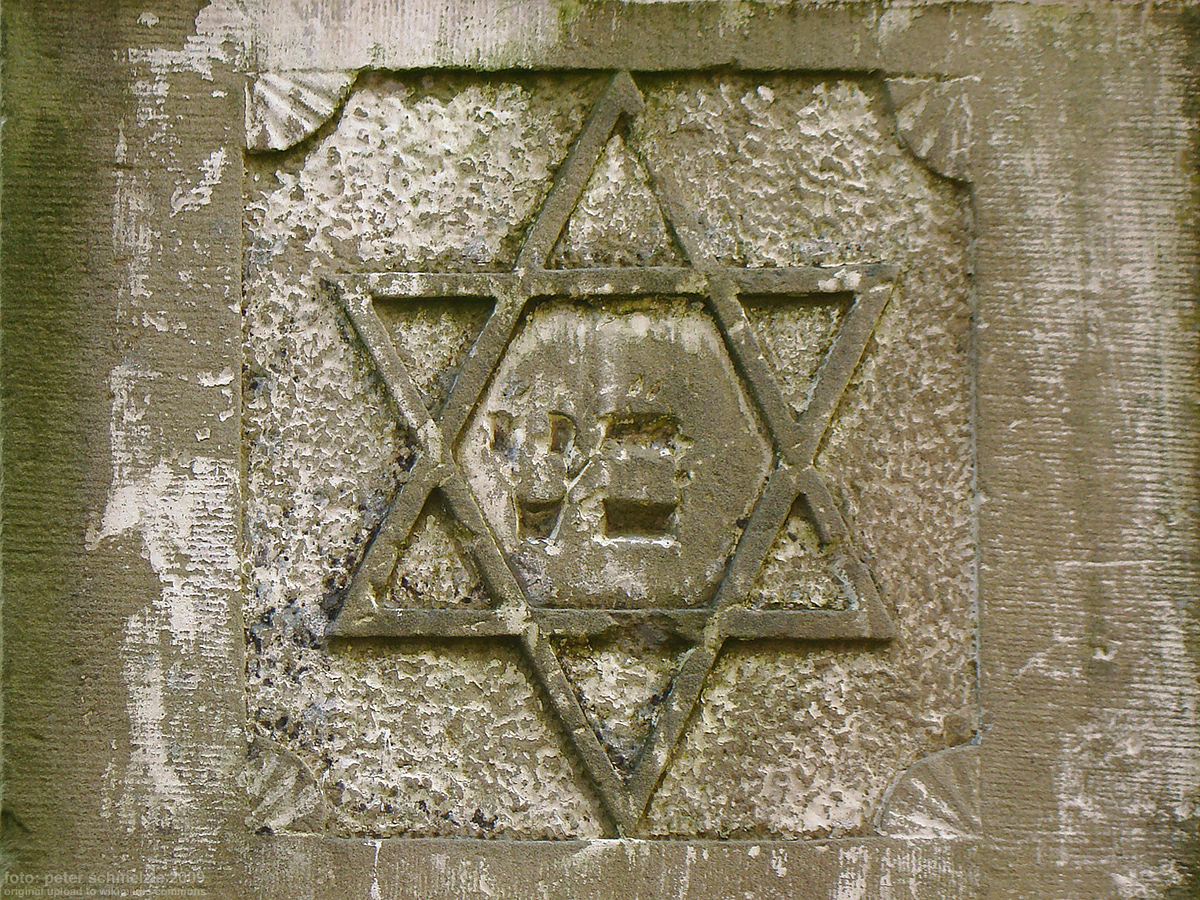
Hochzeitsstein der Synagoge in Ehrstädt

Juden werden in Ehrstädt erstmals 1548 bis 1550 (Jud Moses) und 1577 bis 1580 (Jud Gutkind) genannt. Zu einer größeren Ansiedlung kam es aber erst im Zuge der Wiederbesiedlung des Ortes nach dem Dreißigjährigen Krieg unter der Grundherrschaft der Freiherren von Degenfeld. Im 18. Jahrhundert galt Christoph Ferdinand I. von Degenfeld (in Ehrstädt von 1728 bis 1766) als „Judenfreund“. Die Ortsherren waren zu jener Zeit meist verschuldet und die von den Juden zu leistenden Abgaben waren willkommen. Ab 1727 wurde sogar das vormalige Ratszimmer im alten Schulhaus des Ortes als Wohnung an Juden vermietet. Die Ratsherren hatten fortan – bis zu Bau des neuen Schulhauses 1885 – in Räumen ihrer Privathäuser zu tagen.
Die jüdische Gemeinde wuchs, wie auch die sonstige Einwohnerschaft des Ortes, vor allem in der ersten Hälfte des 19. Jahrhunderts stark an und erreichte um 1848 mit 70 Personen ihren Höchststand. Die Gemeinde gehörte seit 1827 zum Bezirksrabbinat Sinsheim. In der zweiten Hälfte des 19. Jahrhunderts ging die Zahl durch Aus- und Abwanderung schnell zurück. 1900 wurden noch fünf jüdische Einwohner gezählt, 1910/12 gab es keine mehr. Ein rituelles Bad (Mikwe) befand sich in der 1836 erbauten Synagoge. Das Synagogengebäude wurde nach der Auflösung der jüdischen Gemeinde verkauft.